# Іджипт-Лейк-Лето (Флорида)
Іджипт-Лейк-Лето (англ. Egypt Lake-Leto) — переписна місцевість (CDP) в США, в окрузі Гіллсборо штату Флорида. Населення — 36 644 особи (2020).

## Географія
Іджипт-Лейк-Лето розташований за координатами 28°1′2″ пн. ш. 82°30′22″ зх. д. / 28.01722° пн. ш. 82.50611° зх. д. (28.017322, -82.506141).  За даними Бюро перепису населення США в 2010 році переписна місцевість мала площу 16,13 км², з яких 15,30 км² — суходіл та 0,83 км² — водойми.

## Демографія
Згідно з переписом 2010 року, у переписній місцевості мешкали 35 282 особи в 13 800 домогосподарствах у складі 8612 родин. Густота населення становила 2188 осіб/км².  Було 15487 помешкань (960/км²).
Расовий склад населення:
| - 75,3 % — білих - 10,8 % — чорних або афроамериканців - 3,7 % — азіатів - 0,3 % — корінних американців - 6,5 % — осіб інших рас |

До двох чи більше рас належало 3,4 %. Частка іспаномовних становила 60,0 % від усіх жителів.
За віковим діапазоном населення розподілялося таким чином: 22,2 % — особи молодші 18 років, 66,6 % — особи у віці 18—64 років, 11,2 % — особи у віці 65 років та старші. Медіана віку мешканця становила 34,9 року. На 100 осіб жіночої статі у переписній місцевості припадало 94,2 чоловіків;  на 100 жінок у віці від 18 років та старших — 90,7 чоловіків також старших 18 років.
Середній дохід на одне домашнє господарство  становив 47 691 долар США (медіана — 36 373), а середній дохід на одну сім'ю — 51 670 доларів (медіана — 38 681). Медіана доходів становила 31 481 долар для чоловіків та 27 075 доларів для жінок. За межею бідності перебувало 22,9 % осіб, у тому числі 34,6 % дітей у віці до 18 років та 18,9 % осіб у віці 65 років та старших.
Цивільне працевлаштоване населення становило 18 155 осіб. Основні галузі зайнятості: освіта, охорона здоров'я та соціальна допомога — 20,3 %, науковці, спеціалісти, менеджери — 14,8 %, роздрібна торгівля — 13,8 %.